# Moina
Moina is een geslacht van kreeftachtigen uit de klasse van de Branchiopoda (blad- of kieuwpootkreeftjes).

## Soorten
- Moina affinis Birge, 1893
- Moina brachiata (Jurine, 1820)
- Moina micrura Kurz, 1874
- Moina rectirostris (Leydig, 1860)